# Hilario Lagos
Hilario Lagos (Ciudad de Buenos Aires, 22 de octubre de 1806 - Ciudad de Buenos Aires, 5 de julio de 1860) fue un militar argentino que participó en las guerras civiles de su país en el ejército federal.

## Campañas contra los indígenas
Se enroló joven en un regimiento de caballería, e hizo una campaña contra los indios en 1824, a órdenes del coronel Federico Rauch. Luego pasó a la guerra del Brasil y luchó en la batalla de Camacuá.
En 1829 participó en la guerra civil en Buenos Aires, como oficial de las fuerzas de Juan Lavalle, luchando en la batalla de Puente de Márquez. Después de la victoria de Juan Manuel de Rosas, luchó contra los indios a órdenes de Ángel Pacheco.
Participó en la campaña de Rosas al desierto, en 1833 y se batió en duelo con el cacique Pitriloncoy en Choele Choel, con cuya muerte logró tomar la estratégica isla. Por muchos años fue comandante de la Guardia de Salto, centro importante en la frontera contra el indio.

## Las guerras civiles
En 1840 tenía el grado de coronel, cuando Lavalle invadió la provincia de Buenos Aires. Si bien los unitarios estaban convencidos de que se uniría a ellos, acompañó a Pacheco en su campaña contra los invasores hasta que estos fueron expulsados. Participó en toda la campaña contra Lavalle hacia el interior del país; luchó en la batalla de Quebracho Herrado y en la de Famaillá, la última victoria federal sobre Lavalle. En esta batalla tomó prisionero a un coronel Borda, que se rindió a condición de respetar su vida, pero los oficiales de Manuel Oribe lo fusilaron. Muy enojado con el uruguayo, se retiró del ejército.
Después de iniciado el sitio de Montevideo, pasó a Entre Ríos en marzo de 1844, cuando Urquiza iniciaba su primera campaña contra los hermanos Madariaga, de Corrientes. Peleó a sus órdenes en la batalla de Laguna Limpia. Más tarde fue jefe de la guarnición en Paraná y jefe de policía de esa ciudad.
En mayo de 1851, al producirse el pronunciamiento de Urquiza contra Rosas, Lagos cruzó el Paraná hacia San Nicolás de los Arroyos, y de allí se retiró hacia Buenos Aires, donde Rosas lo nombró jefe de la vanguardia del ejército federal. Fue derrotado por Galarza y Juan Pablo López en Campos de Álvarez, al sur del río Luján. Tres días después luchó en la batalla de Caseros, como jefe de la mitad de la caballería y uno de los últimos oficiales en rendirse. Se refugió de la esperada represalia de Urquiza en un buque francés.

## El sitio de Buenos Aires
Fue reincorporado al ejército de Buenos Aires como jefe de la división de campaña sur, con sede en Dolores. Cuando estalló la revolución del 11 de septiembre de 1852, pasó a ser el jefe de la división centro, con sede en Luján.
En noviembre de 1852, Valentín Alsina —quien había asumido el 30 de octubre la gobernación de Buenos Aires en reemplazo de Manuel Guillermo Pinto— preparó una expedición al litoral encabezada por los generales Manuel Hornos y Juan Madariaga. Ante el fracaso de la ofensiva de Hornos y Madariaga, Lagos se puso de acuerdo con otros antiguos jefes federales, y el 1 de diciembre de 1852 inició la revolución contra el gobierno porteño con casi todas las fuerzas de campaña. Atacó a los pocos días la capital, pero fue rechazado por la reacción de Bartolomé Mitre. Entonces puso sitio a la ciudad, controlando incluso varios barrios porteños.
Los sitiados enviaron a enfrentarlo al coronel Pedro Rosas y Belgrano, hijo de Manuel Belgrano, que reunió tropas en fortines situados muchos más al sur del Río Salado (en lo que hoy es el sur del interior de la mencionada provincia) y avanzó contra las fuerzas de Lagos. Pero una división de este lo derrotó en la batalla de San Gregorio, con lo que el sitio de Buenos Aires quedó reforzado. Poco después se le unieron tropas al mando de Urquiza, y Lagos y Jerónimo Costa fueron ascendidos al grado de general.
Lagos llegó a organizar elecciones en los fortines y pueblitos al sur del Río Salado y a reunir una legislatura en San José de Flores, la que lo eligió como gobernador. Pero el sitio se prolongó por varios meses más, con choques armados casi todos los días. Si la superioridad numérica estaba del lado de los federales, estos no tenían los recursos económicos que brindaba el puerto de Buenos Aires.
La pequeña flota de Justo José de Urquiza logró bloquear la ciudad, pero al poco tiempo su comandante fue sobornado para entregar la escuadra a los porteños. La prolongación del sitio hizo caer rápidamente la moral de los soldados, y el inicio del soborno a varios jefes federales provocó el desbande de los sitiadores.

## Últimas campañas
Se estableció en Rosario, mientras el gobierno de Buenos Aires le confiscaba sus bienes. A principios de 1854 intentó un nuevo ataque, pero no obtuvo el apoyo que esperaba y fue derrotado en pocos días en la batalla de El Tala por el general Manuel Hornos. Costa lo intentó con muchos menos hombres en enero de 1856, pero fue condenado a muerte por anticipado y asesinado por orden del gobernador Pastor Obligado.
Permaneció en Santa Fe hasta 1859 y participó en la batalla de Cepeda del lado de la Confederación. Después del pacto de San José de Flores regresó a Buenos Aires.
Varios de sus hijos, nietos y bisnietos llevaron el nombre de Hilario Lagos e hicieron la carrera militar, alcanzando los grados de coronel o general. Su hijo fue uno de los jefes de la represión de la revolución de 1874.
Murió en Buenos Aires, el 5 de julio de 1860 y fue enterrado en el Cementerio de la Recoleta.